# Борок (Муромський район)
Борок (рос. Борок) — присілок у Муромському районі Владимирської області Російської Федерації.
Входить до складу муніципального утворення Борисоглібське сільське поселення. Населення становить 24 особи (2010).

## Історія
Присілок розташований на землях фіно-угорських народів муроми та мещери.
Від 14 квітня 1929 року належить до Муромського району, утвореного спочатку у складі Муромського округу Нижегородської області.
Згідно із законом від 11 травня 2005 року входить до складу муніципального утворення Борисоглібське сільське поселення.

## Населення
| 1926 | 2002 | 2010 |
| ---- | ---- | ---- |
| 220  | ↘29  | ↘24  |